# Helen Tanger
Helen Tanger est une rameuse néerlandaise née le 22 août 1978 à Hardenberg.

## Biographie
Aux Jeux olympiques d'été de 2004 à Athènes, Helen Tanger est médaillée de bronze en huit avec Froukje Wegman, Nienke Hommes, Hurnet Dekkers, Marlies Smulders, Annemiek De Haan, Sarah Siegelaar, Annemarieke Van Rumpt et la barreuse Ester Workel.
Aux Jeux olympiques d'été de 2008 à Pékin, elle obtient la médaille d'argent en huit avec Nienke Kingma, Femke Dekker, Roline Repelaer Van Driel, Marlies Smulders, Annemarieke Van Rumpt, Sarah Siegelaar, Annemiek De Haan et la barreuse Ester Workel.

## Palmarès

### Jeux olympiques
- 2008 à Pékin,  Chine
  -  Médaille d'argent en huit
- 2004 à Athènes,  Grèce
  -  Médaille de bronze en huit

### Championnats du monde
- 2005 à Gifu,  Japon
  -  Médaille de bronze en huit
- 2003 à Milan,  Italie
  -  Médaille d'argent en quatre sans barreur